# Émile Gilbert
Pour les articles homonymes, voir Gilbert.
Émile Jacques Gilbert, né et mort à Paris (1793-1874), est un architecte français à qui l’on doit notamment l’hospice de Charenton et l’Hôtel-Dieu de Paris.

## Biographie
Admis en 1813 à l’École impériale des beaux-arts, il y étudie l’architecture (atelier de Barthélemy Vignon) et obtient le Premier Grand Prix de Rome en 1822. Il est remarquable qu’il ait été le premier pensionnaire de la Villa Médicis à Rome à avoir inclus un monument grec (situé en Sicile) dans un de ses « envois ».
De retour à Paris en 1828, il devient inspecteur des travaux de l’arc de triomphe de l'Étoile avant d’obtenir, en 1833, la commande de l'asile de Charenton qui l’occupera à plein temps jusqu’en 1842 environ, puis sporadiquement jusqu’à son décès. À partir de 1847, il y est assisté de son gendre Arthur-Stanislas Diet (1827-1890).
En 1836, il se voit confier la charge, avec Jean François Joseph Lecointe, de la construction de la maison d’arrêt de la Nouvelle Force dite « Prison Mazas », édifiée entre 1842 et 1850 et aujourd’hui détruite. En 1853, Henri Davenne, tout nouveau directeur de l'Assistance publique créée en 1849, charge Gilbert de réaliser les premières études « pour la construction d’un nouvel hôpital de 800 lits destiné à remplacer l’Hôtel-Dieu actuel », mais, compte tenu des retards dus aux multiples oppositions au projet, c’est Diet qui en mène l’exécution.
Il reçoit par la suite la commande de la nouvelle Morgue, sur un terrain situé au chevet de Notre-Dame et à la pointe de l’île de la Cité, qu'il réalise entre 1861 et 1863. En 1855, il conçoit le projet du siège de la préfecture de police. Ce bâtiment, finalement construit au 36, quai des Orfèvres entre 1875 et 1880, contigu au Palais de justice, auquel il est intégré, deviendra le siège de la Direction régionale de la police judiciaire.
Gilbert, nommé Architecte de la Ville de Paris, puis Architecte en chef de la première division des travaux de la Préfecture de la Seine, devient membre du conseil des professeurs et du jury d’architecture de l'École des beaux-arts dès 1845. En 1853, il est nommé Secrétaire-archiviste de l’établissement et élu, la même année, à l'Académie des beaux-arts. Il est aussi membre fondateur de la Société centrale des architectes, qu’il préside de 1854 à 1864. Promu Officier de la Légion d'honneur en 1860 et nommé membre du Conseil et Inspecteur général des bâtiments civils en 1863, Émile Jacques Gilbert s’éteint à Paris le 31 octobre 1874.

## Son œuvre
Émile Jacques Gilbert est considéré, dès le début de sa carrière, comme un architecte de grand talent : le nouveau quartier des hommes de l’hospice de Charenton (1833-1846) et la prison Mazas (1842-1850) sont immédiatement et unanimement saluées comme des œuvres architecturales majeures.
Certains ironisent sur le fait que l’œuvre de Gilbert n’est composée que de bâtiments à connotation plutôt sinistre : un hospice d'aliénés, une prison, une préfecture de police, un hôpital, une morgue et un dépôt de mendicité. Il ne semble pas qu’il y ait là de choix délibéré de l’architecte, ni une volonté de « dédier sa carrière à l’humanité marginalisée et souffrante ». Au XIXe siècle, la commande publique porte rarement sur un édifice particulier mais plutôt sur la gestion de l’ensemble des bâtiments dépendant d’une institution ; c’est donc en tant qu’Architecte de la Ville de Paris ou Architecte divisionnaire de la Seine que Gilbert compose l’essentiel de sa carrière.
On a fait de Gilbert, peut-être un peu vite, le fondateur de l’« école rationaliste » néoclassique. Ce que l’on peut retenir des grands traits de sa personnalité, c’est d’une part son intérêt profond pour l’art de l'antiquité, l’art grec notamment ; et d’autre part, sa grande capacité à comprendre les programmes de ses commanditaires, voire à les améliorer. Dans une démarche que l’on peut effectivement qualifier de « rationaliste », il avait le don d’adapter étroitement son projet architectural aux objectifs recherchés. Cette démarche lui était d’autant plus aisée qu’il était capable d’interpréter des styles d’une grande diversité.

## Hommage
La ville de Paris lui a rendu hommage en 1904, en baptisant une de ses voies « Rue Émile Gilbert ».